# بالارد برکلی
 بالارد برکلی (انگلیسی: Ballard Berkeley؛ ۶ اوت ۱۹۰۴ – ۱۶ ژانویهٔ ۱۹۸۸ (۸۳ سال)) یک هنرپیشه اهل بریتانیا بود.
از فیلم‌ها یا برنامه‌های تلویزیونی که وی در آن نقش داشته است می‌توان به فالتی تاورز اشاره کرد.